# Malcolm X Boulevard
Malcolm X Boulevard (aussi appelée Lenox Avenue) est une voie New York.

## Situation et accès
Cette avenue du quartier de Harlem, dans le nord de l'arrondissement de Manhattan, est située dans le prolongement de la Sixième Avenue, elle en est séparée par Central Park.

## Origine du nom
Elle a été nommée en l'honneur du philanthrope James Lenox fin 1887, et de Malcolm X (les deux noms sont utilisés conjointement).

## Historique
À l'origine, cette avenue faisait partie de la Sixième Avenue. En 1887, elle est renommée « Lenox Avenue »  puis en 1987, elle reçoit le nom « Malcolm X Boulevard ».

## Bâtiments remarquables et lieux de mémoire

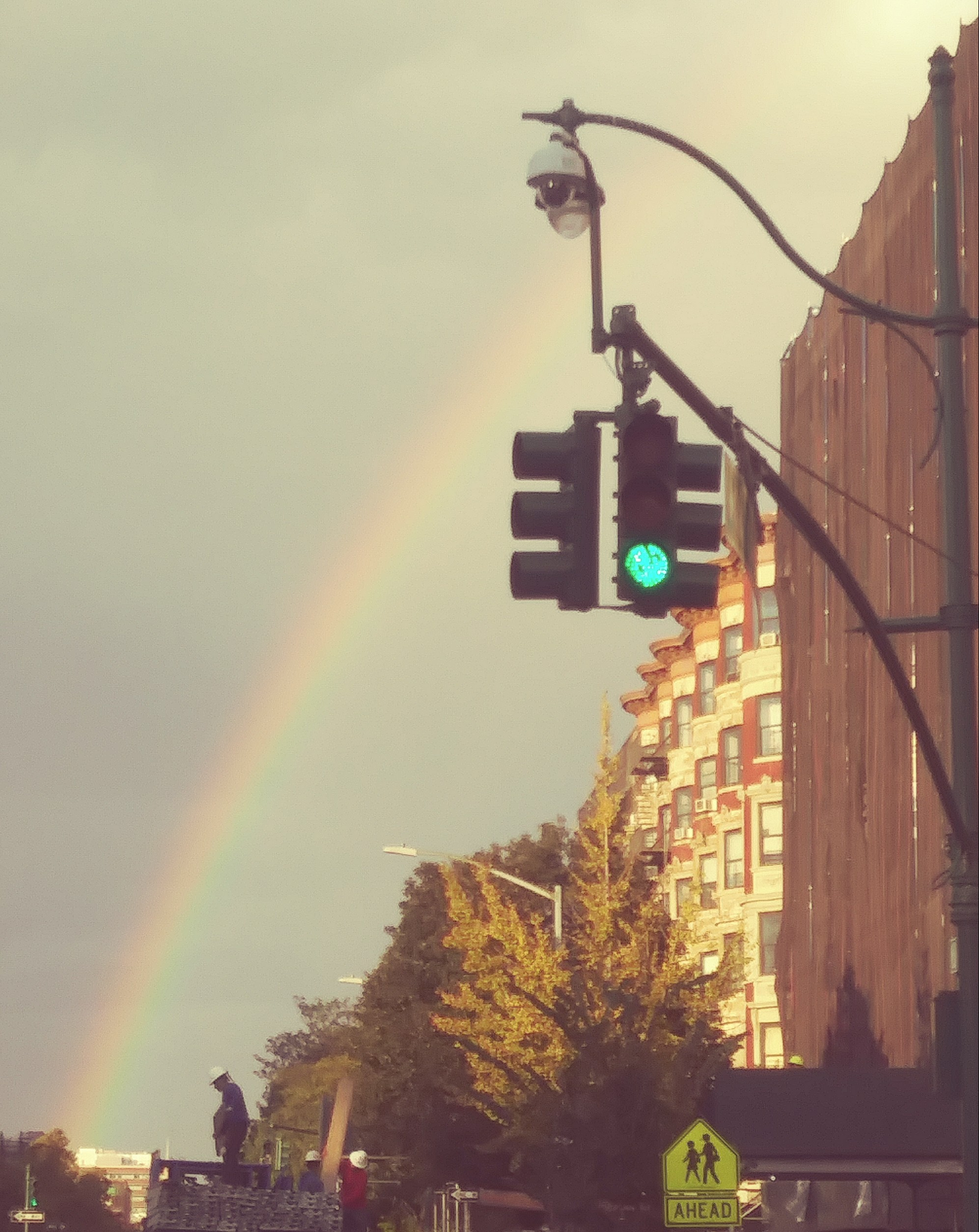
Un arc-en-ciel sur Malcolm X Boulevard; vue vers le nord depuis Central Park North
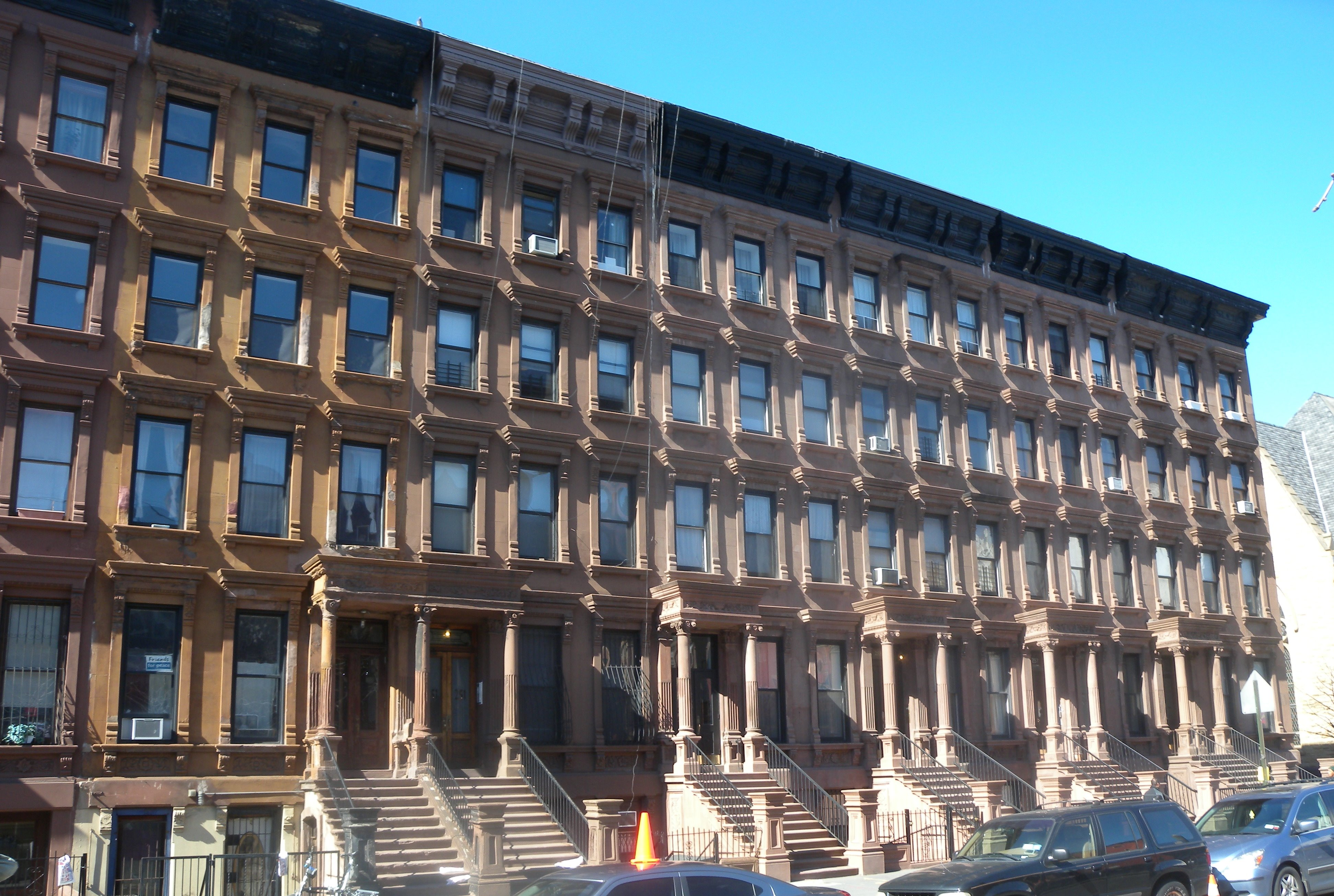
Immeubles typiques du Malcolm X Boulevard.
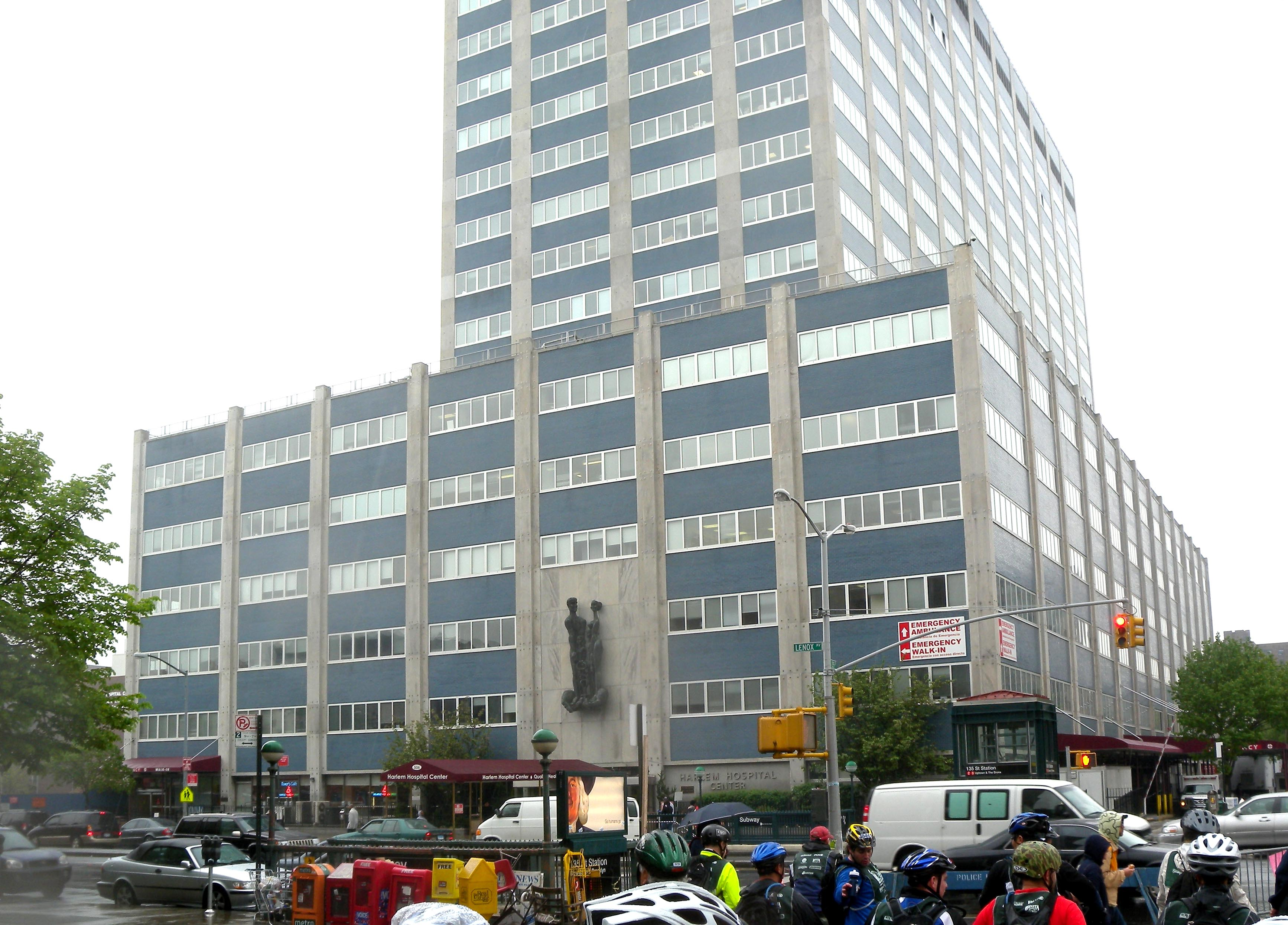
Harlem Hospital.
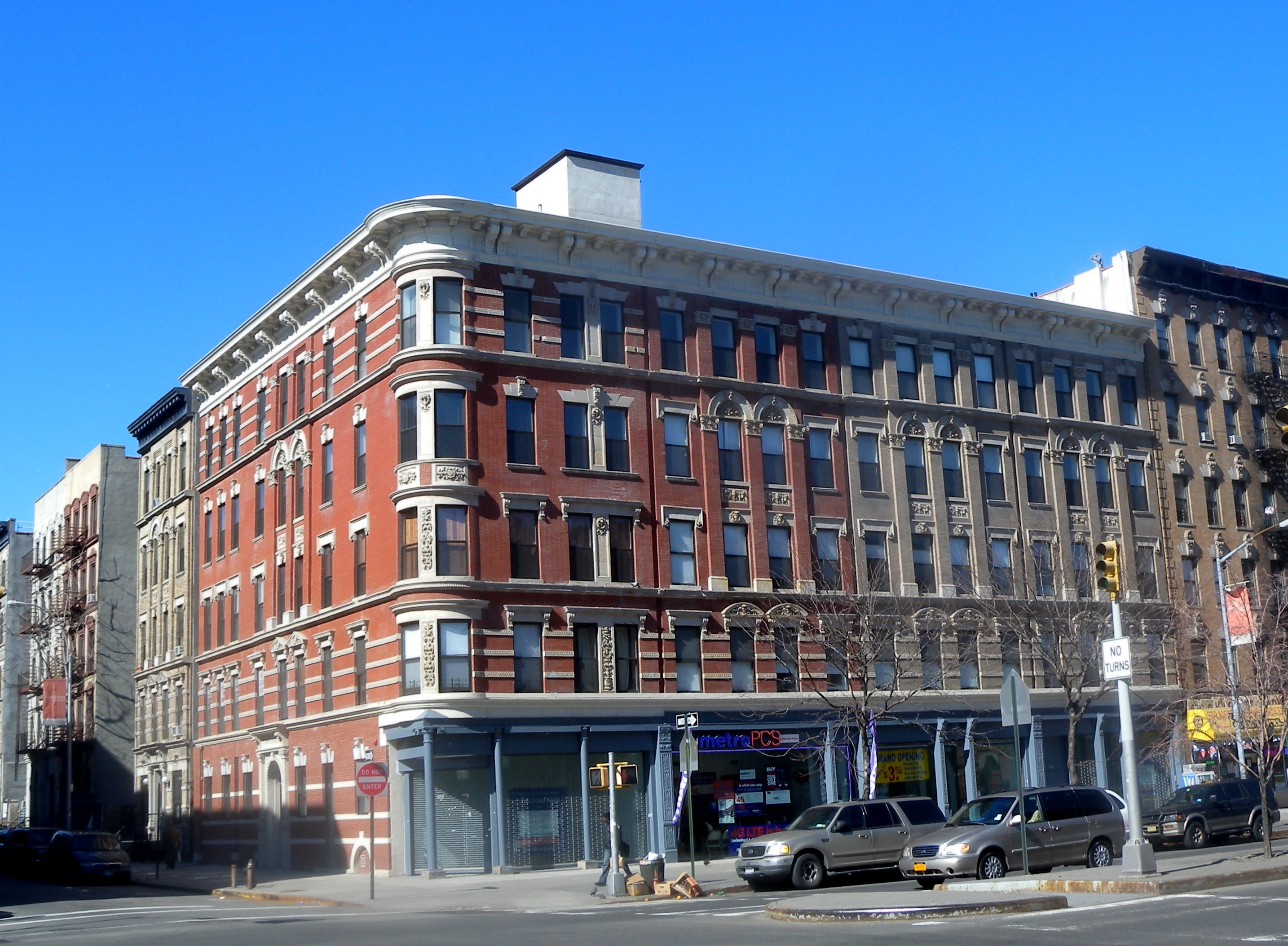
Savoy West.